# جون كولينز ارين
جون كولينز ارين (بالإنجليزية: John Collins Warren)‏ هو طبيب وجراح أمريكي، ولد في 1 أغسطس 1778 في بوسطن في الولايات المتحدة، وتوفي بنفس المكان في 4 مايو 1856.